# Бойд, Аквилино
Аквилино Эдгардо Бойд де ла Гуардиа (исп. Aquilino Edgardo Boyd de la Guardia; 30 марта 1921 — 4 сентября 2004, Панама, Панама) — панамский дипломат, юрист и государственный деятель, министр иностранных дел Панамы (1956—1958, 1976—1977).

## Биография
Представитель известной панамской семьи политиков и олигархов.
Окончил колледж Ла Сальле в г. Панама-Сити, Колледж Святого Креста в Вустер (штат Массачусетс, США), где получил диплом юриста и политологии, затем — Гаванский и Панамский университеты.
На протяжении пяти сроков избирался депутатом Национальной Ассамблеи Панамы (1948—1952, 1956—1960, 1960—1964, 1964—1968, 1968—1969), в 1949 г. являлся ее председателем.
Являлся одним из лидеров Национальной патриотической коалиции (НПК), в 1959 г. основал Третью националистическую партию, выйди из рядов НПК вследствие разногласий с тогдашним президентом Эрнесто де ла Гардиа. Возглавил агитацию против Зоны Панамского канала, пытался установить национальный флаг в Зоне канала. Затем включил свою партию в Национальную Либеральную Коалицию (Национальный Союз Оппозиции), базировавшейся на основе националистической позиции Роберто Франсиско Чиари. Вскоре после выборов 1959 г. он потерял контроль над Третьей Националистической партией и основал Националистическую партию.
Стал одним из первых волнов гражданских политиков, установивших мир с военной диктатурой (1968—1989). Получил широкую общественную известность в 1964 г,, когда добился отставки редактора газеты «Эсколастико Кальво» после того, как тот опубликовал резкую редакционную статью.
- 1956—1958 и 1976—1977 гг. — министр иностранных дел. В период второго пребывания на этом посту сыграл ключевую роль в заключении договора Торрихоса-Картера (1977) об американской аренде Панамского канала,
- 1962—1976, 1985—1989 и 1997—1999 гг. — постоянный представитель Панамы при Организации Объединенных Наций. В декабре 1961 г. в своем выступлении в Совете Безопасности ООН он осудил агрессию Соединенных Штатов против Панамы,
- 1982—1985 гг. — посол в США,
- 1994—1997 гг. — посол в Великобритании.

В 1979 г. стал одним из лидеров Либеральной партии. В 1989 г. был кандидатом Национальной Либеральной коалиции (COLINA) на пост второго вице-президента Панамы.